# 世界语变种
世界语变种是一种从世界语派生出来的人工语言。最经典的例子是伊多语。Ido这个词在世界语里面就表示“孩子”或“后代”。因此，“Esperantido”的字面意思是“世界语的后代”。
许多世界语的子语言被创造出来，尝试改进词汇、语法、发音或正字法来解决世界语（或其他世界语子语言）中的许多所谓的缺陷或弱点。其他的是作为语言游戏或为世界语文学增添多样性而创造的。

## 语言改革
这些尝试旨在取代世界语。世界语框架内的有限的改进建议，例如正字法改革和代词Ri 不被视为一个子语言。 

### Mundolinco
Mundolinco (1888) 是第一个世界语子语言，发明于1888年。变化包括让形容词和副词统一使用后缀 -e，废除宾格和形容词一致规则，动词变位变化，消除变音符号，并使词汇更接近拉丁语，例如用最高级 -osim- 代替世界语助词 plej “最”。

### 改良世界语
柴门霍夫本人在1894年提出了对语言的几项修改，但遭到世界语社区的拒绝，随后被柴门霍夫本人放弃。

### 伊多语
Ido （1907 年）是世界语子语言中最重要的一个，它试图更靠近法语、英语和意大利语，使世界语更符合西欧对理想语言的期望。改革包括删除非拉丁语字母（例如ĉ）和重新引入k/q的区分；删除几个比较模糊的音位对比（其中一个[x]已经实质上从标准世界语中消失）；不定式以-r结尾，复数以-i结尾（像意大利语）；消除形容词一致规则，并通过设置固定的默认词序来消除对宾格的需要；减少词汇中固有性别的数量，提供阳性后缀和无性别的第三人称单数代词；用更类似于罗曼语族的形式代替代词和相关词；在世界语使用反义词前缀mal-的地方添加新词根；将世界语的许多其他常规推导替换为单独的词根，这被认为更容易让西方人记住；将大部分日耳曼语和斯拉夫语词汇替换为罗曼语形式，例如用navo代表源自英语的ŝipo 。请参阅下面的伊多语《主祷文》。
伊多语又产生了自己的子语言，第一个是Adjuvilo (1908)。

### 索绪尔的“世界语II”
勒內·德·索绪尔 （语言学家费迪南·德·索绪尔的兄弟）发表了许多世界语提案，首先是对伊多语的回应，后来在1907年称为Antido 1 （“1号反伊多语”），它逐渐偏离世界语，后来在1937年回到保守的世界语II。世界语II将j替换为y ，将kv替换为qu ，将kz替换为x ，并将带帽子的字母替换：ĵ和ĝ替换成j 、ŭ替换成w、ŝ替换成sh、 ĉ替换成ch；将-iĝ-中的被动语态替换为-ev- ，将不定词尾-aŭ替换为状语-e ，将名词的宾格-on替换为-u ，将名词的复数替换为-n （因此membrun表示“成员们”）；放弃形容词一致性；打破了协和表，将其他小语法词如kaj “与、和” 改为ey，并将代词像名词对待，因此li “he” 的复数形式是lin而不是ili “they”。

### Romániço
Romániço (1991) 是一种仅使用罗曼语词汇的世界语。它的名字来源于拉丁词romanice ， 意思是“在罗曼语中”。 与国际语不同的是，它使用现代罗曼语中单词的直接来源形式，因此它的拼写在大多数情况下类似于拉丁语。 它用罗曼语结构取代了世界语的所有非罗曼语词汇和一些语法，允许更不规则的正字法，并消除了一些被批评的地方，例如名词的格、形容词一致性、时态和语气的动词变形以及固有的性别，但保留了词性的o、a、e后缀和黏着语形态。此外，Romániço使用二合字母 çh (世界语的ĉ)、 kh (世界语的ĥ)、 sh (世界语的ŝ) 和 th（世界语没有对应字母；代表清齿擦音⟨θ⟩  或送气清齿龈塞音⟨tʰ⟩  ）。 

### 没有曲折的世界语
没有曲折的世界语 Richard Harrison 在1996年提出的一个实验性草案。鉴于亚洲世界语使用者的长期抱怨，这个方案试图减少世界语的词缀。主要变化是：
- 废除宾格后缀 -n，使用主-动-宾词序或用新的介词 na 来表示宾语

- 废除复数后缀 -j，加上新的复数不定冠词 jo、定冠词 laj（la jo的缩写）和复数宾格介词 naj。
- 废除动词时态：过去、现在和将来都包含在不定式结尾-i下。祈使式、条件式以及单个主动和被动分词（ -anta 和 -ita）仍然存在
- 把形容词表语形式转变为动词，例如 esti bona 转换成 boni。（这种修辞方式在标准的世界语当中也有人使用。[12]）

在较早的版本中，字母ŭ被替换为w ，但较新的版本使用与常规世界语相同的字母表。 

### Poliespo
由切罗基人世界语者 Nvwtohiyada Idehesdi Sequoyah 设计。虽然大多数世界语旨在简化世界语，但是Poliespo （“多式综合的世界语”， 约1993) 旨在使它更复杂。除了多式综合的形态外，它还加入了许多切罗基语的大部分音系和词汇。有14个元音，6个是鼻化元音，还有 3个声调。

## 为娱乐创造的世界语变种
也有为了娱乐发明的世界语变种。

### Universal
在语法上更奇特的世界语变种之一是Universal (1923–1928)。 它添加了一个中央元音来分开辅音簇，用鼻元音标记宾格，具有包容性和排他性代词，使用部分重叠来表示复数（ tablo “桌子”， tatablo “桌子们”），还有用反转拼写表示反义（ mega “大”， gema “小”； donu “给予”， nodu “接受”； tela “远”， leta “近”）。例如：
Al gefinu o fargu kaj la egnifu o grafu。
他读完了，她开始写。
这句话里面的反义词是代词 al “他”和 la “她”（还有li是无性别的第三人称代词）；表示体的词缀 ge- （完成）和eg- （开始）；动词 fin- “完成”和 nif- “开始”；动词 graf- “写”和farg- “读”。
Universal的重复复数和倒置反义词让人想起音乐语言索来索语 。

### Esperant'
Esperant' (约1998) 是一种扭曲但不完全违反世界语语法的讲话风格。
形态上的变化：
- 删除名词后缀-o，就像在诗歌中一样。例如Knabo变成knab'。
- 复数词尾-oj被集体后缀-ar- 取代。 Knaboj变成knabar'。
- 形容词失去它们的-a后缀，并与它们修饰的名词结合。Bela knabino变成belknabin'。
- 在直接宾语中，宾格后缀-n被介词je代替。 Knabon变成了je knab'。
- 动词变成名词，它们以前的时态和语气后缀移到别处：
  - 移到副词或介词短语。例如donu hodiaŭ变成hodiaŭu don'， estas en la ĉielo变成est' ĉielas。
  - 如果动词包含-iĝ后缀，可以把它与动词分离： fariĝu变成iĝu far'。
  - 如果这些选项都不可用，则可以使用jen作为占位符： amas变为jenas am'。选择时态后缀结束的位置主要是一种文体问题。
- 以前动词的主语如果是名词则采用介词de ，或者如果是代词则变成所有格： knabo amas变成am' de knab'， kiu estas变成kies est'。
- 只要前面的单词以元音结尾，冠词la就变成l ' 。

例子：
男孩子喜欢漂亮的女孩。
世界语：Knaboj amas la belan knabinon.
Esperant'： Jenas am' de knabar' je l' belknabin'.
字面上，“看看一群男孩对漂亮女孩的爱。”

## 专门用途的世界语变种
有各种项目使世界语适应专门用途。 Esperanto de DLT (1983) 就是其中之一；它是对世界语的改编，作为机器翻译的中间语言。

## 世界语在文学中的使用
世界语几乎没有自然语言中的俚语、方言或古语。一些作者认为需要这种变化，有时是为了表现原始文献的对应风格，有时是为了从民族文学中翻译这种风格。

### 方言
有时，世界语作者会用改革项目来扮演方言的角色，例如用标准世界语和伊多语来翻译用两种意大利语方言写的剧本。

### Halvelik的社会方言三部曲
Manuel Halvelik为世界语创造了三种社会方言：仿古世界语（1969）扮演世界语的中古语言、Popido（1973）扮演世界语的方言、Gavaro（2006）扮演俚语。
Popido消除了世界语的大部分屈折语法。例如，标准世界语中
Redonu al tiu viro lian pafilon.
“把那个人的枪还给他。”
Popido语中是，
Redonu al tu vir la pistol.
（Popido中的“la”等同于“lia”；Popido 中的冠词是“lo”）

### 古语和仿古世界语
原始世界语在理论上可以满足古语的需要，但由于存世的文本太少，无法广泛使用。但是Geraldo Mattos还是用它创作了一些十四行诗。 1931年，卡洛采出版了第一个匈牙利语文本的翻译，是12 世纪 《葬礼布道与祈祷文》的译本 ，其中他创造了虚构的古老形式，仿佛世界语是一种源自通俗拉丁语的罗曼语。
1969年，Manuel Halvelik更进一步，出版了一本“仿古世界语”（Arcaicam Esperantom）的书。最初，他研究了引入古语的问题，并提到了早期的试验，例如André Cherpillod在1998年翻译了一篇1743年的法语论文，使用带有 、 、 等非标准字母 Ottó Haszpra的译本  最后，他列出了现代世界语虚构的祖先的语法。它与“原始世界语”类似，有一组更复杂的词形变化，包括以-d结尾的与格和结尾的属格、以及人称和数字的单独口头变化，以及“保留”、等二合字母 , 用c拼写[k]音 ，使用字母 、 等。

## 世界语、伊多语、没有屈折的世界语、Esperant'和仿古世界语的比较
| Patro nia, kiu estas en la ĉielo, sanktigata estu via nomo. Venu via regno, fariĝu via volo, kiel en la ĉielo, tiel ankaŭ sur la tero. Nian panon ĉiutagan donu al ni hodiaŭ. Kaj pardonu al ni niajn ŝuldojn, kiel ankaŭ ni pardonas al niaj ŝuldantoj. Kaj ne konduku nin en tenton, sed liberigu nin de la malbono. |

| 我们在天上的父， 愿人都尊你的名为圣。 愿你的国降临。 愿你的旨意行在地上， 如同行在天上。 我们日用的饮食，今日赐给我们。 免我们的债， 如同我们免了人的债。 不叫我们遇见试探， 救我们脱离凶恶。 |

| Patro nia, qua esas en la cielo, tua nomo santigesez; tua regno advenez; tua volo facesez quale en la cielo tale anke sur la tero. Donez a ni cadie l'omnidiala pano, e pardonez a ni nia ofensi, quale anke ni pardonas a nia ofensanti, e ne duktez ni aden la tento, ma liberigez ni del malajo. |

| Patro nia, kiu esti en chielo, sankta estu via nomo; venu regno via; estu farita volo via, kiel en chielo tiel ankaw sur tero. Na pano nia chiutaga donu al ni hodiaw, kaj pardonu al ni shuldo nia, kiel ni ankaw pardoni na nia shuldanto, kaj ne konduki ni en tento, sed liberigu ni de malbono |

| Nipatr', kies est' ĉielas, iĝu via nom' sankt'. Viu la regnalven'. Iĝu via la volfar', kielas en la ĉiel', tiel ankaŭu surtere. Hodiaŭu ĉiutagpandon' nin. Kaju la pardon' al niofend', kiel ankaŭas nipardon' al ofendintar' nia. Kaju nea nia konduk' entent', sedu nia la liberig' de l' malbon'. |

| Patrom nosam, cuyu estas in Chielom, Estu sanctigitam Tuam Nomom. Wenu Tuam Regnom, Plenumizzu Tuam Wolom, Cuyel in Chielom, ityel anquez sobrez Terom. Nosid donu hodiez Panon nosan cheyutagan, Ed nosid pardonu nosayn Pecoyn, Cuyel anquez nos ityuyd cuyuy contrez nos pecait pardonaims. Ed nosin ned conducu in Tentod, Sed nosin liberigu ex Malbonom. |